# Armand Hammer United World College of the American West
Armand Hammer United World College of the American West (UWC-USA) er et internationalt gymnasium beliggende i Montezuma, New Mexico, USA. Skolen blev grundlagt i 1982 af Dr. Armand Hammer og er en del af United World College-bevægelsen. Der er 200 elever fra over 80 forskellige lande på skolen, alle i 2.- og 3.g. Eleverne følger det såkaldte IB-program.